# Consejo Municipal de San Salvador de 1840
El Consejo Municipal de San Salvador de 1840 gobernó El Salvador entre el 5 al 7 de abril de 1840, debido a que no se encontraba nadie en capacidad de encargarse del ejercicio del Poder Ejecutivo; ha sido la única vez en que dicho Consejo Municipal asume el Poder Ejecutivo de El Salvador y la primera vez en que un cuerpo colegiado asume el Ejecutivo del país.

## Integración
El Consejo Municipal de San Salvador en 1840 estaba integrado por los ciudadanos Rafael Francisco Ozejo, Ignacio Carillo e Isidro Viteri.

## Consejo Municipal en Ejercicio del Ejecutivo
Asume el ejercicio del Poder Ejecutivo del entonces Estado del Salvador el 5 de abril de 1840 debido al abandono del cargo que de este hizo el Licenciado José María Silva, entonces Vicejefe del Estado, quien abandona el puesto acompañando en su exilio al general Francisco Morazán.
Debido a que el Consejo del Estado y el Congreso de El Salvador no se encontraban reunidas, al caos administrativo seguido al derrumbamiento de la Federación y a la falta de regulación respecto de la sucesión del Ejecutivo, el vacío de poder fue llenado por el Consejo Municipal de San Salvador.

## Entrega del Poder
Una vez liberado el doctor y coronel Antonio José Cañas y estando este en San Salvador, se le se le hace entrega del Poder Ejecutivo, en su calidad de Consejero del Estado, el 7 de abril de 1840.

## Biografía
- María y Fredy Leistenschneider. Gobernantes de El Salvador. 1980.

- Datos: Q16552086

| Predecesor: José María Silva | Gobernante de El Salvador 5 de abril de 1840 - 7 de abril de 1840 | Sucesor: Antonio José Cañas |